# Карахобдинский сельский округ
Карахобдинский  сельский округ (каз. Қарақобда ауылдық округі) — административно-территориальное образование в Алгинском районе Актюбинской области.

## Населённые пункты
В состав Карахобдинского сельского округа входит 3 села: Карахобда (540 жителей), Кумсай (226 жителей),  Ерназар (131 житель). Село Арал упразднён.

## Население

### Динамика численности
| Численность населения | Численность населения | Численность населения |
| 1989                  | 1999                  | 2009                  |
| --------------------- | --------------------- | --------------------- |
| 1136                  | ↗1574                 | ↘897                  |

Снижение численности населения за межпереписной период обусловлена оттоком населения в более крупные населённые пункты.

### Численность населения[2][3][1]
| № | Населённый пункт | Перепись населения 1989 | Перепись населения 1999 | Перепись населения 2009 |
| - | ---------------- | ----------------------- | ----------------------- | ----------------------- |
| 1 | с. Карахобда     | 557                     | 899                     | 540                     |
| 2 | с. Кумсай        | 365                     | 435                     | 226                     |
| 3 | с. Ерназар       | 210                     | 240                     | 131                     |
| 3 | с. Арал          | —                       | —                       | —                       |
|   | Всего            | 1136                    | 1574                    | 897                     |